# Lee Kyung-young
Lee Kyung-young (kor. 이경영; ur. 4 grudnia 1966 r.) – południowokoreański bokser, były mistrz świata IBF w kategorii słomkowej i zarazem pierwszy mistrz świata kategorii słomkowej.

## Kariera zawodowa
Jako zawodowiec zadebiutował 4 grudnia 1985 r., zwyciężając w debiucie przez nokaut w 3. rundzie. Po stoczeniu kilku walk, Lee otrzymał szansę walki o mistrzostwo świata IBF. Lee znokautował w 2. rundzie Masaharu Kawakamiego, zostając pierwszym w historii boksu mistrzem świata kategorii słomkowej. Po zdobyciu tytułu, zwakował go, by móc zmierzyć się w walce o pas WBC z Hirokim Ioką. Do pojedynku doszło 31 stycznia 1988 r. w Osace. Japończyk zwyciężył przez TKO w ostatniej, 12. rundzie. 30 kwietnia pokonał przyszłego mistrza świata Nico Thomasa, będąc liczonym w pierwszej rundzie.
Po stoczeniu kilku następnych, wygranych walk, otrzymał kolejną szansę walki o mistrzostwo. 21 grudnia 1991 r. zmierzył się z niepokonanym Meksykaninem Ricardo Lópezem, a stawką walki było mistrzostwo świata WBC. Pojedynek odbył się w Seulu i jednogłośnie na punkty (118-110, 116-112, 120-107) zwyciężył López. 11 lipca 1993 r. powrócił na ring i od razu zmierzył się w walce o mistrzostwo świata IBF w kategorii muszej. Lee przegrał przez techniczny nokaut w 1. rundzie z Pichitem Sithbanprachanem, kończąc karierę.